# バイアム・ショー

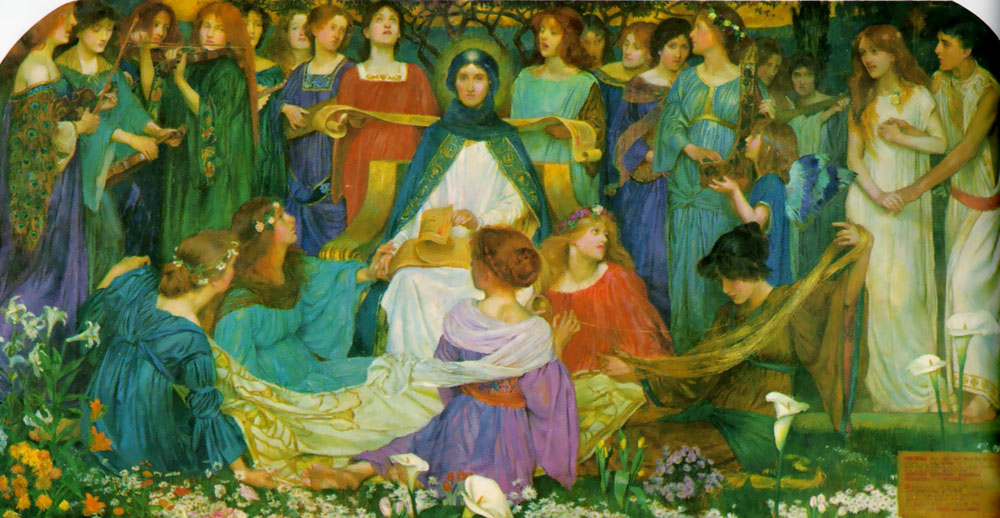
ダンテ・ゲイブリエル・ロセッティの詩“The Blessed Damozel”（「天つ乙女」）をモチーフにしたショーの絵画

バイアム・ショーとして知られるジョン・バイアム・リストン・ショー（John Byam Liston Shaw、1872年11月13日 - 1919年1月26日）は、イギリスの画家、イラストレーターである。ラファエル前派のスタイルの作品を描いた。風景画家のレクス・ヴァイキャット・コールと共に、美術学校（Byam Shaw and Vicat Cole School of Art）を設立した。この学校はショーの没後も2003年にロンドン芸術大学のセントラル・セント・マーチンズに統合されるまでバイアム・ショー美術学校(Byam Shaw School of Art)として活動を続けた。

## 略歴
インドのチェンナイ（マドラス）で名門一族出身の植民地政府高官の息子に生まれた。1878年に家族とイギリスに帰国した。芸術的才能を示し、15歳になった時に作品を見てもらった画家のジョン・エヴァレット・ミレーに勧められて、ロンドンの私立の美術学校、St John's Wood Art Schoolに入学した。美術学校ではジェラルド・フェンウィック・メトカルフェ(Gerald Fenwick Metcalfe)やレクス・ヴァイキャット・コール(Rex Vicat Cole)といった画家たちと友人になり、後に結婚することになるエブリン・パイク＝ノット(Evelyn Pyke-Nott)とも知り合った。1890年からはロイヤル・アカデミー・オブ・アーツの美術学校で学び、アミテージ賞を受賞した。1899年にエブリン・パイク＝ノットと結婚した 。
ラファエル前派の影響を受けた作品を描き、ロセッティの詩などを題材に作品を描き 、ロンドンの画廊で何度か個展を開いた。エドガー・アラン・ポーの小説や少年向けの書籍などの挿絵も描いた。1904年からキングス・カレッジ・ロンドンで絵を教え始め、1910年に友人のレクス・ヴァイキャット・コールとともに美術学校(Byam Shaw and Vicat Cole School of Art)を設立した。後にこの学校はバイアム・ショー美術学校(Byam Shaw School of Art)と呼ばれ、2003年にロンドン芸術大学のセントラル・セント・マーチンズに統合されるまで活動した。この学校では妻のエブリンや、友人の画家、イラストレーターのエリナー・フォーテスキュー＝ブリックデイルも教えた。
第一次世界大戦中は芸術家の戦争協力部隊「Artists Rifles」に参加した。1919年にスペインかぜの流行の犠牲となり、46歳で没した。

## 作品

### 油絵

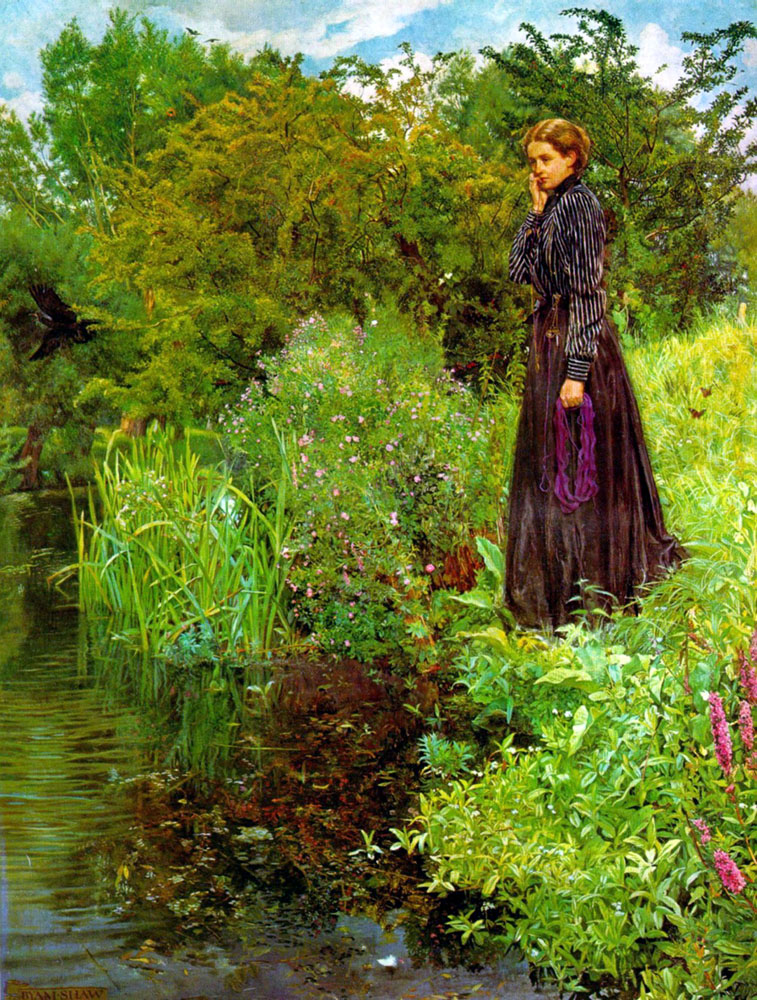
「ボーア戦争」
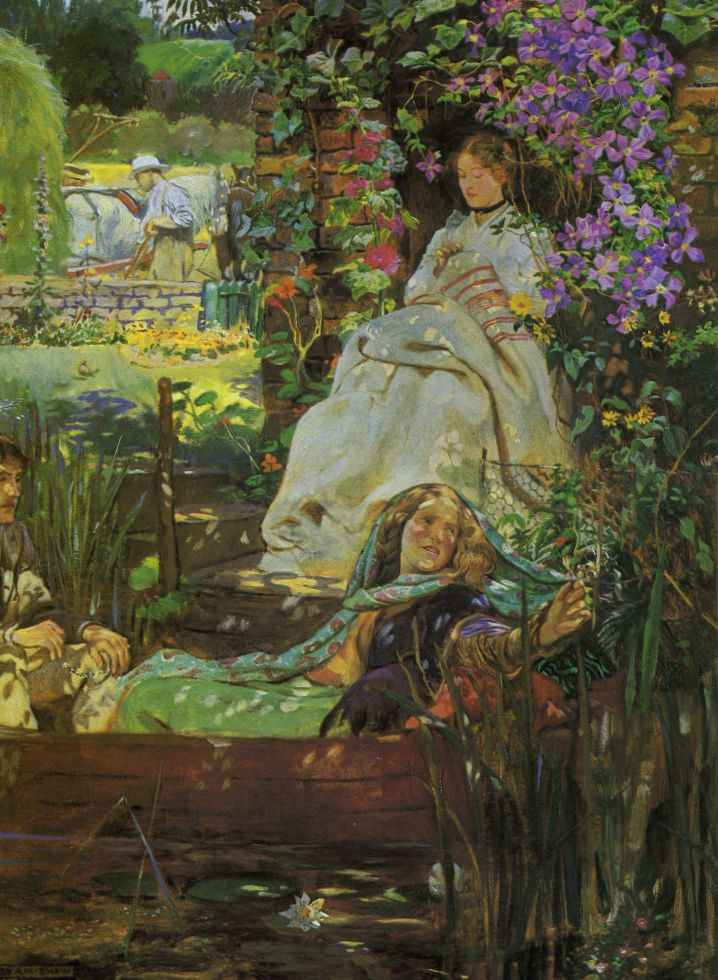
"Truly the Light is Sweet"
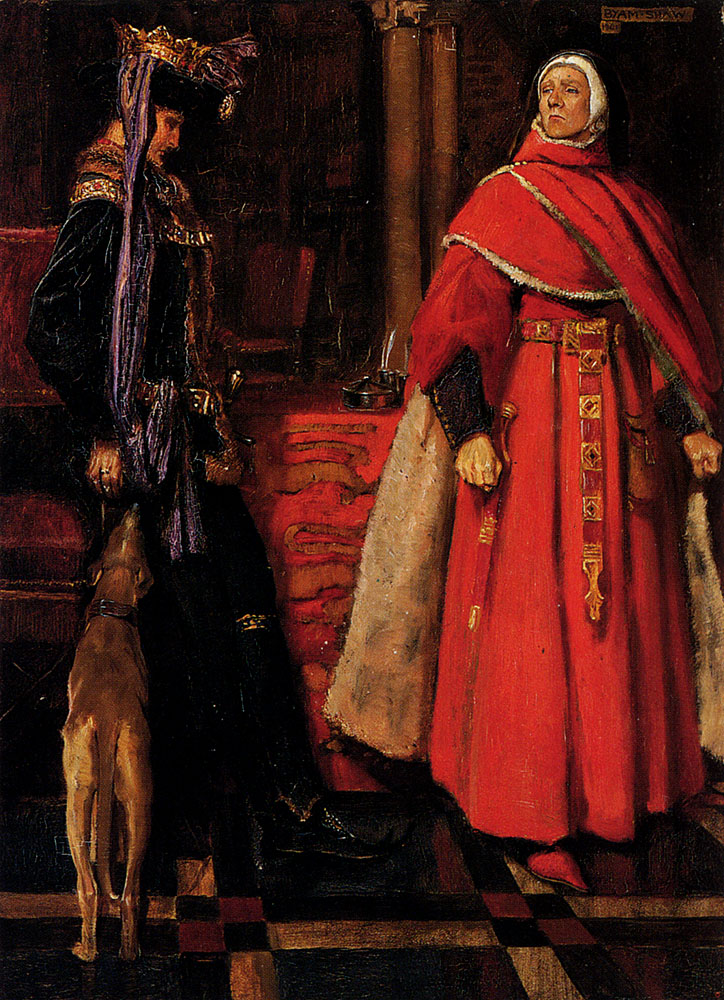
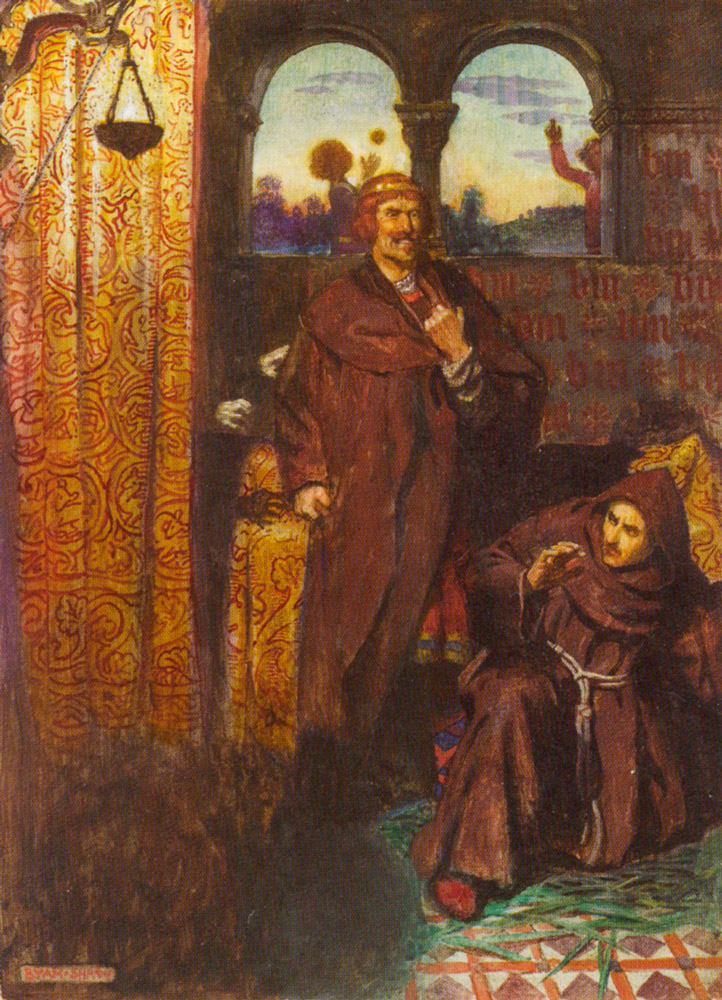
"King of Scots and Andrea Browne"

### グラフィック・アート

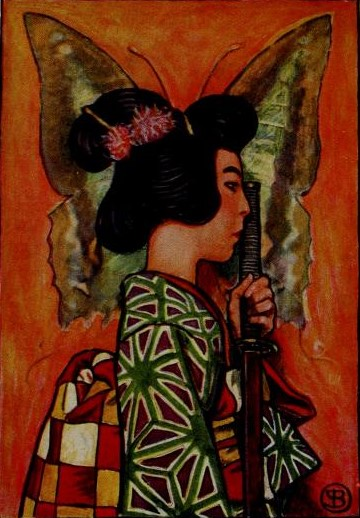
『蝶々夫人』
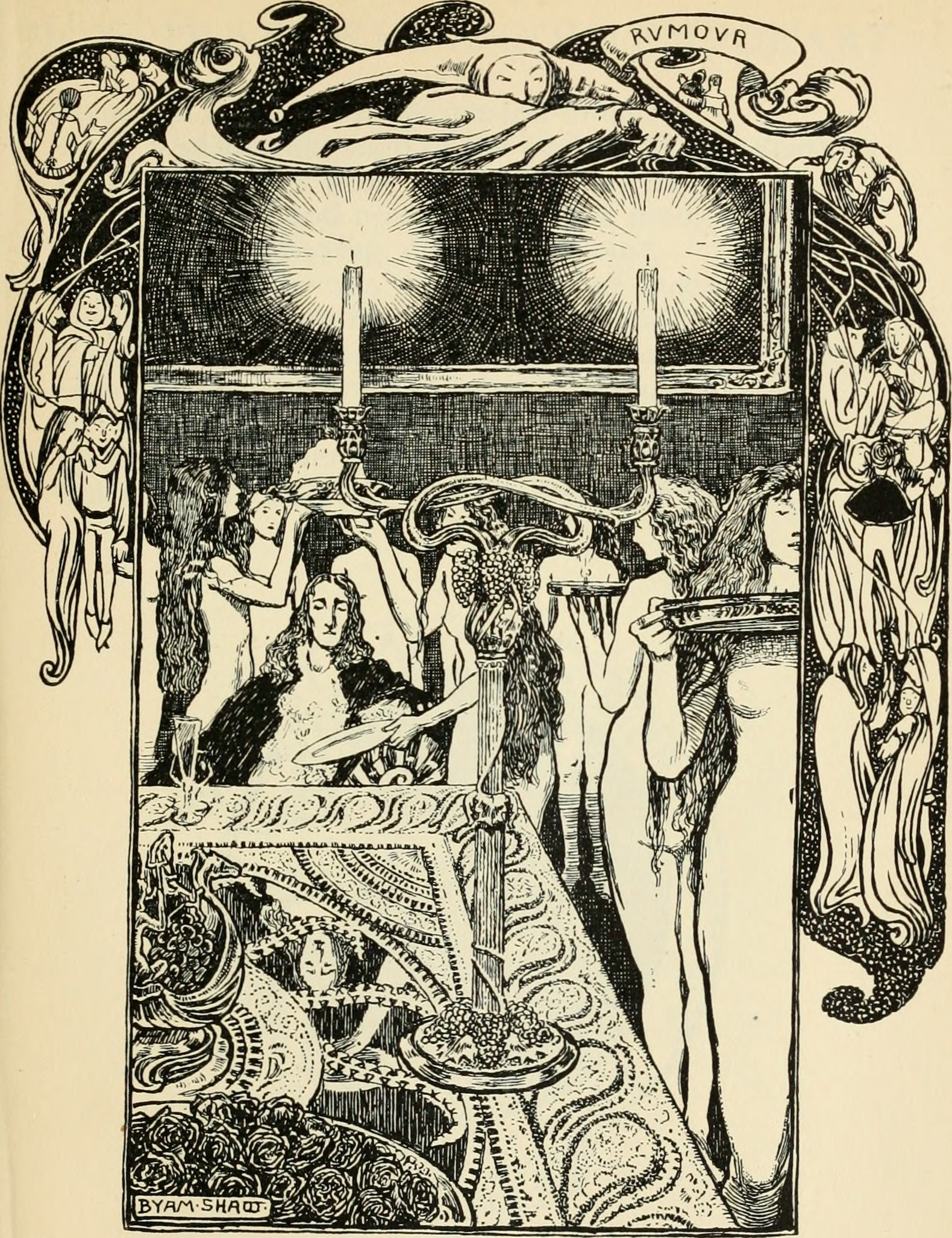
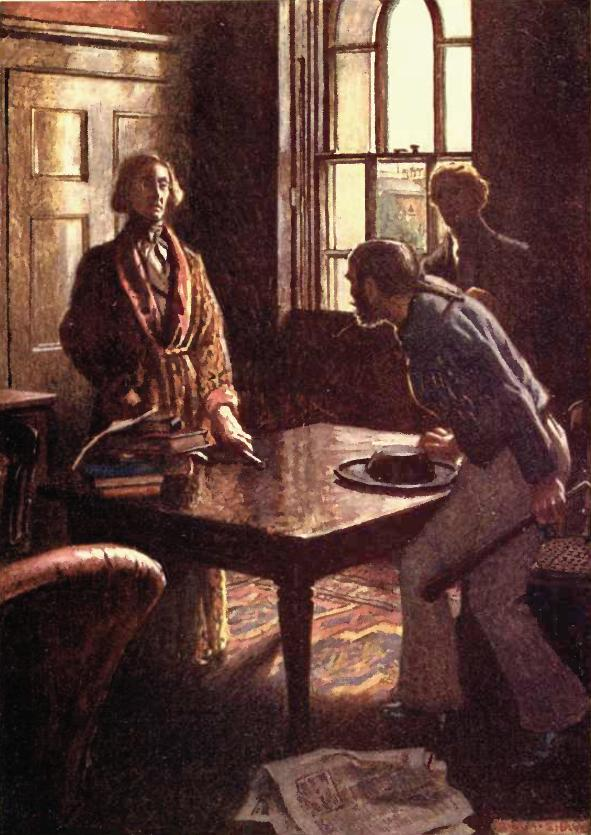
『モルグ街の殺人』の挿絵
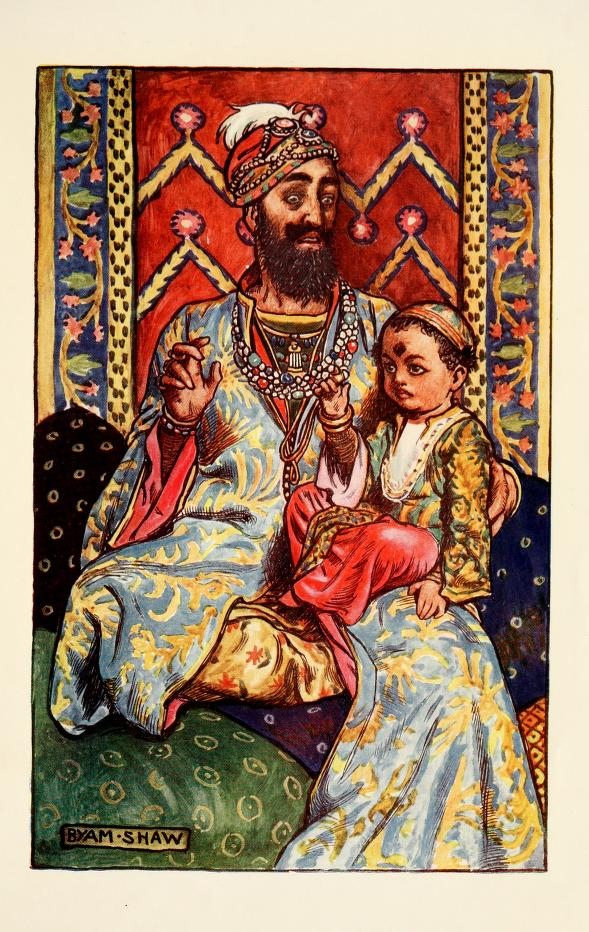
アクバルの冒険